# Olympische Sommerspiele 2008/Schwimmen – 200 m Freistil (Männer)
Der Wettbewerb über 200 Meter Freistil der Männer bei den Olympischen Spielen 2008 in Peking wurde vom 10. bis 12. August 2008 im Nationalen Schwimmzentrum Peking ausgetragen. 58 Athleten nahmen daran teil. 
Es fanden acht Vorläufe statt. Die 16 schnellsten Schwimmer aller Vorläufe qualifizierten sich für die zwei Halbfinals, die am nächsten Tag ausgetragen wurden. Für das Finale qualifizierten sich die acht zeitschnellsten Schwimmer beider Halbfinals.

## Rekorde
Vor Beginn der Olympischen Spiele waren folgende Rekorde gültig.
| Weltrekord         | Michael Phelps ( Vereinigte Staaten) | 1:43,86 min | Melbourne, Australien | 27. März 2007   |
| Olympischer Rekord | Ian Thorpe ( Australien)             | 1:44,71 min | Athen, Griechenland   | 16. August 2004 |

Während der Olympischen Spiele wurden folgende Rekorde gebrochen:
| Weltrekord         | Michael Phelps | 1:42,96 min | Peking, Volksrepublik China | 12. August 2008 |
| Olympischer Rekord | Michael Phelps | 1:42,96 min | Peking, Volksrepublik China | 12. August 2008 |

## Titelträger
| Olympiasieger | Ian Thorpe ( Australien)             | 1:44,71 min | Athen 2004     |
| Weltmeister   | Michael Phelps ( Vereinigte Staaten) | 1:43,86 min | Melbourne 2007 |
| Europameister | Paul Biedermann ( Deutschland)       | 1:46,59 min | Eindhoven 2008 |

## Vorlauf

### Vorlauf 1
| Platz | Name               | Nation     | Zeit        | Anmerkung |
| ----- | ------------------ | ---------- | ----------- | --------- |
| 1     | Irakli Rewischwili | Georgien   | 1:53,60 min |           |
| 2     | Mihajlo Ristovski  | Mazedonien | 1:57,45 min |           |
| 3     | Emanuele Nicolini  | San Marino | 1:59,47 min |           |

### Vorlauf 2
| Platz | Name              | Nation     | Zeit        | Anmerkung |
| ----- | ----------------- | ---------- | ----------- | --------- |
| 1     | Bryan Tay         | Singapur   | 1:50,41 min | NR        |
| 2     | Vladimir Sidorkin | Estland    | 1:51,27 min | NR        |
| 3     | Mario Montoya     | Costa Rica | 1:52,19 min | NR        |
| 4     | Mahrez Mebarek    | Algerien   | 1:52,66 min |           |
| 5     | Artur Dilman      | Kasachstan | 1:52,90 min |           |
| 6     | Ibrahim Nazarov   | Usbekistan | 1:56,27 min |           |
| 7     | Andrei Zaharov    | Moldau     | 1:58,62 min |           |

### Vorlauf 3
| Platz | Name               | Nation          | Zeit        | Anmerkung |
| ----- | ------------------ | --------------- | ----------- | --------- |
| 1     | Ryan Pini          | Papua-Neuguinea | 1:49,04 min |           |
| 2     | Dominik Straga     | Kroatien        | 1:49,63 min |           |
| 3     | Radovan Siljevski  | Serbien         | 1:50,25 min |           |
| 4     | Crox Acuña         | Venezuela       | 1:50,52 min |           |
| 5     | Julio Galofre      | Kolumbien       | 1:50,62 min |           |
| 6     | Daniel Bego        | Malaysia        | 1:50,92 min |           |
| 7     | Saulius Binevičius | Litauen         | 1:51,80 min |           |
|       | Luka Turk          | Slowenien       | DNS         |           |

### Vorlauf 4
| Platz | Name                 | Nation     | Zeit        | Anmerkung |
| ----- | -------------------- | ---------- | ----------- | --------- |
| 1     | Gard Kvale           | Norwegen   | 1:48,73 min | NR        |
| 2     | Jon Raahauge Rud     | Dänemark   | 1:48,96 min |           |
| 3     | Norbert Kovács       | Ungarn     | 1:49,34 min |           |
| 4     | Martín Kutscher      | Uruguay    | 1:49,61 min |           |
| 5     | Christoffer Vikström | Schweden   | 1:49,84 min |           |
| 6     | Květoslav Svoboda    | Tschechien | 1:51,67 min |           |
| 7     | Virdhawal Khade      | Indien     | 1:51,86 min |           |
| 8     | Raphaël Stacchiotti  | Luxemburg  | 1:52,01 min |           |

### Vorlauf 5
| Platz | Name                  | Nation         | Zeit        | Anmerkung |
| ----- | --------------------- | -------------- | ----------- | --------- |
| 1     | Nimrod Shapira Bar-Or | Israel         | 1:47,78 min | NR        |
| 2     | Darian Townsend       | Südafrika      | 1:48,08 min |           |
| 3     | Serhij Adwena         | Ukraine        | 1:48,18 min | NR        |
| 4     | Sho Uchida            | Japan          | 1:48,34 min |           |
| 5     | Shaune Fraser         | Cayman Islands | 1:48,60 min |           |
| 6     | Andreas Zisimos       | Griechenland   | 1:48,82 min |           |
| 7     | Glenn Surgeloose      | Belgien        | 1:48,92 min |           |
| 8     | Tiago Venâncio        | Portugal       | 1:50,24 min |           |

### Vorlauf 6
| Platz | Name               | Nation     | Zeit        | Anmerkung |
| ----- | ------------------ | ---------- | ----------- | --------- |
| 1     | Jean Basson        | Südafrika  | 1:46,31 min |           |
| 2     | Brent Hayden       | Kanada     | 1:46,40 min | WD        |
| 3     | Colin Russell      | Kanada     | 1:46,58 min |           |
| 4     | Emiliano Brembilla | Italien    | 1:47,04 min |           |
| 5     | Amaury Leveaux     | Frankreich | 1:47,44 min | WD        |
| 6     | Nicholas Sprenger  | Australien | 1:47,64 min |           |
| 7     | Rodrigo Castro     | Brasilien  | 1:47,87 min |           |
| 8     | Oussama Mellouli   | Tunesien   | 1:47,97 min |           |

### Vorlauf 7
| Platz | Name                  | Nation             | Zeit        | Anmerkung |
| ----- | --------------------- | ------------------ | ----------- | --------- |
| 1     | Paul Biedermann       | Deutschland        | 1:47,09 min |           |
| 2     | Peter Vanderkaay      | Vereinigte Staaten | 1:47,39 min |           |
| 3     | Robert Renwick        | Großbritannien     | 1:47,82 min |           |
| 4     | Alexander Suchorukow  | Russland           | 1:47,97 min |           |
| 5     | Kenrick Monk          | Australien         | 1:48,17 min |           |
| 6     | Romāns Miloslavskis   | Lettland           | 1:48,41 min | NR        |
| 7     | Massimiliano Rosolino | Italien            | 1:48,76 min |           |
| 8     | Zhang Enjian          | China              | 1:49,15 min |           |

### Vorlauf 8
| Platz | Name              | Nation             | Zeit        | Anmerkung |
| ----- | ----------------- | ------------------ | ----------- | --------- |
| 1     | Dominik Meichtry  | Schweiz            | 1:45,80 min | NR        |
| 2     | Michael Phelps    | Vereinigte Staaten | 1:46,48 min |           |
| 3     | Park Tae-hwan     | Südkorea           | 1:46,73 min |           |
| 4     | Danila Isotow     | Russland           | 1:46,80 min |           |
| 5     | Yoshihiro Okumura | Japan              | 1:46,89 min | NR        |
| 6     | Ross Davenport    | Großbritannien     | 1:47,13 min |           |
| 7     | Dominik Koll      | Österreich         | 1:47,81 min | NR        |
| 8     | Łukasz Gąsior     | Polen              | 1:49,25 min |           |

## Halbfinale

### Lauf 1
| Platz | Name               | Nation         | Zeit        | Anmerkung |
| ----- | ------------------ | -------------- | ----------- | --------- |
| 1     | Jean Basson        | Südafrika      | 1:46,13 min |           |
| 2     | Danila Isotow      | Russland       | 1:47,24 min |           |
| 3     | Ross Davenport     | Großbritannien | 1:47,35 min |           |
| 4     | Emiliano Brembilla | Italien        | 1:47,70 min |           |
| 5     | Nicholas Sprenger  | Australien     | 1:47,80 min |           |
| 6     | Dominik Koll       | Österreich     | 1:47,87 min |           |
| 7     | Colin Russell      | Kanada         | 1:48,13 min |           |
| 8     | Rodrigo Castro     | Brasilien      | 1:48,71 min |           |

### Lauf 2
| Platz | Name                  | Nation             | Zeit        | Anmerkung |
| ----- | --------------------- | ------------------ | ----------- | --------- |
| 1     | Peter Vanderkaay      | Vereinigte Staaten | 1:45,76 min |           |
| 2     | Park Tae-hwan         | Südkorea           | 1:45,99 min | AS        |
| 3     | Michael Phelps        | Vereinigte Staaten | 1:46,28 min |           |
| 4     | Paul Biedermann       | Deutschland        | 1:46,41 min |           |
| 5     | Yoshihiro Okumura     | Japan              | 1:46,44 min | NR        |
| 6     | Dominik Meichtry      | Schweiz            | 1:46,54 min |           |
| 7     | Robert Renwick        | Großbritannien     | 1:47,07 min |           |
| 8     | Nimrod Shapira Bar-Or | Israel             | 1:48,16 min |           |

## Finale
| Platz | Name              | Nation             | Zeit        | Anmerkung |
| ----- | ----------------- | ------------------ | ----------- | --------- |
| 1     | Michael Phelps    | Vereinigte Staaten | 1:42,96 min | WR        |
| 2     | Park Tae-hwan     | Südkorea           | 1:44,85 min | AS        |
| 3     | Peter Vanderkaay  | Vereinigte Staaten | 1:45,14 min |           |
| 4     | Jean Basson       | Südafrika          | 1:45,97 min |           |
| 5     | Paul Biedermann   | Deutschland        | 1:46,00 min |           |
| 6     | Dominik Meichtry  | Schweiz            | 1:46,95 min |           |
| 7     | Yoshihiro Okumura | Japan              | 1:47,14 min |           |
| 8     | Robert Renwick    | Großbritannien     | 1:47,47 min |           |